# Ainertshofen

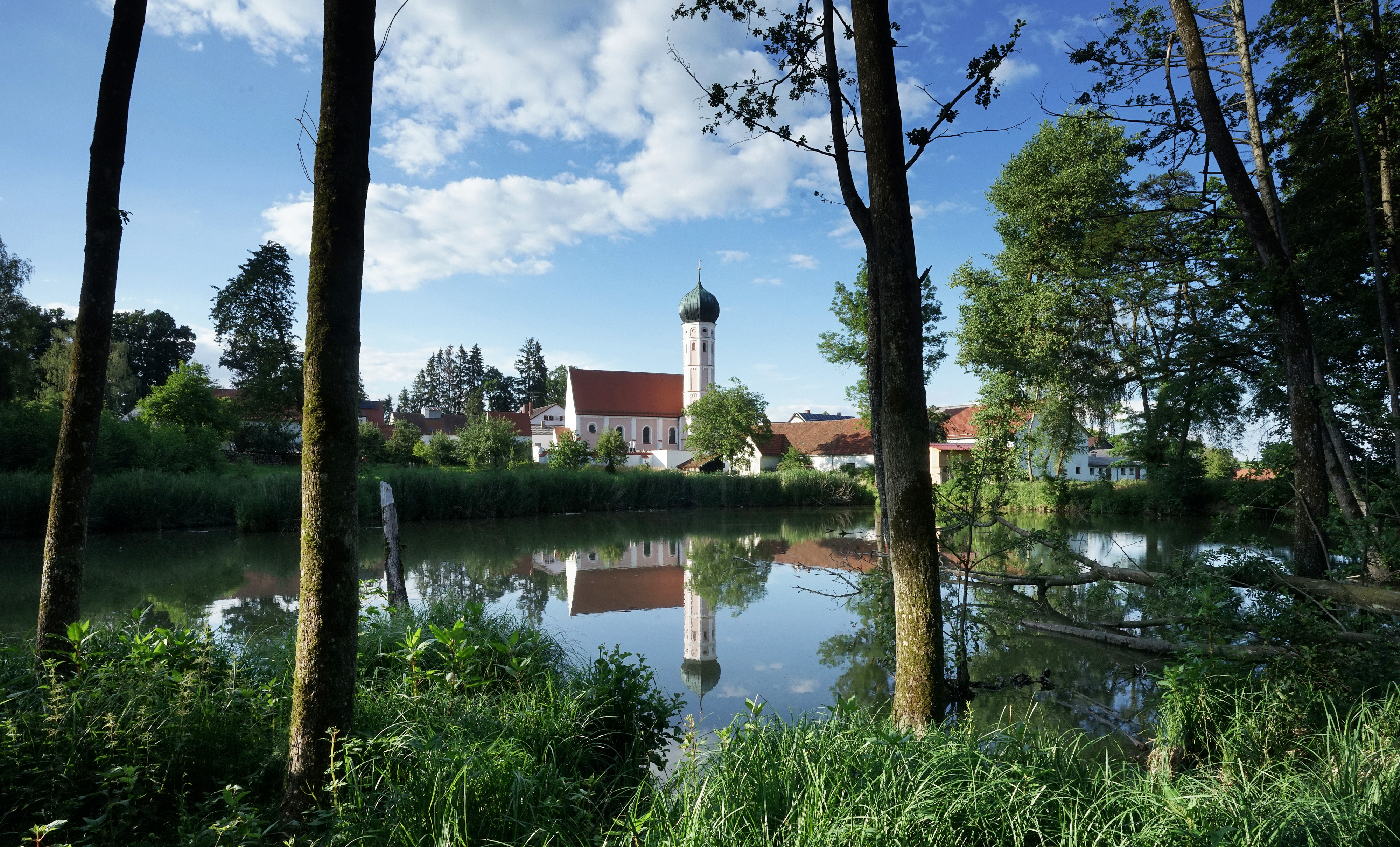
Blick auf Ainertshofen mit der Filialkirche Mariä Verkündigung

Ainertshofen ist ein Weiler und Ortsteil des Marktes Inchenhofen im Landkreis Aichach-Friedberg (Bayern). Ainertshofen liegt ungefähr zwei Kilometer nordwestlich von Inchenhofen.

## Geschichte
Bereits um das Jahr 1130 lebten hier Edelfreie. Vermutlich ist der Ortsname auf einen Herrn „Dietrich de Ainharteshoven“ zurückzuführen.
1818 wurde der Ort ein Teil der Gemeinde Sainbach, welche dann im Zuge der Gemeindegebietsreform am 1. Januar 1978 dem Markt Inchenhofen zugeordnet wurde.
Das Zentrum des Orts bildet die Filialkirche Mariä Verkündigung.